# Гобель, Мелани
Мелани Гобель (фр. Mélanie Gaubil; род. 4 октября 1997) — французская лучница, серебряный призёр юношеских Олимпийских игр 2014 и участница финала Кубка мира. 

## Карьера
На юношеском чемпионате мира 2013 в китайском Уси стала победительницей в женском командном турнире вместе с Лорой Руджери и Орели Карлье. 
Гобель принимала участие в летних юношеских Олимпийских играх 2014 года. В предварительном раунде она стала пятой, набрав 663 очка за 72 выстрела, что стало её  личным рекордом. При этом, лучница выступала после восстановления от травмы плеча. В финальной части турнира Гобель вышла в матч за золото, где встретилась с китаянкой Ли Цзяман. Матч дошёл до перестрелки, в которой сильнее оказалась соперница француженки. 
В 2017 году стала бронзовым призёром юниорского чемпионата мира в Росарио в личном первенстве, проиграв только фавориту турнира кореянке Ким Гён Ын. 
В 2019 году Мелани Гобель вышла в свой первый финал на Кубке мира во время этапа в Медельине, где проиграла кореянке Кан Чхэ Ён. После того, как кореянка Ан Сан снялась с финала Кубка мира в Москве, путёвку получила Мелани Гобель. Однако уже в первом матче (четвертьфинале) в трёх сетах француженка проиграла китаянке Ань Цисюань. После матча она сообщила, что «готова была хорошо, но результат оказался позорным». 
Она тренируется у Николя Рифо и выступает за клуб Les archers leguevinois.